# アンデスの声
アンデスの声（アンデスのこえ）は、エクアドルを主な拠点として活動しているプロテスタントのキリスト教放送団体HCJBの海外向け放送の呼称である。本部はアメリカ・コロラド州のコロラドスプリングスにある。

## 概説
HCJBは1931年、エクアドルの首都・キトにある仮スタジオで世界最初のキリスト教伝道放送を行ったのがスタートとされており、それ以来エクアドル国内向けのテレビ・ラジオ放送のほか、国際短波放送を全世界に向けて12言語、並びにエクアドルの地方方言22言語を使って放送を行っている。ロゴマークは地球を手ですくうイメージのイラストが使われている。HCJBとは、エクアドルでの同局のコールサインであり、スペイン語で「イエス・キリストが祝福する日」という意味の「Hoy Cristo Jesús Bendice」の頭文字から取ったものである。ただし、コールサインは異なるオーストラリアの送信所からの放送でもHCJBは局名（実質、HCJB運営の国外中継局）として使用されている。

## 日本語放送
日本語放送は太平洋放送協会の協力で1964年5月1日から尾崎一夫らが中心となって、まず日系人や日本人移民が多く暮らす南アメリカ向けに放送を開始し、その後同年に日本・極東アジア向けに、更に後で北アメリカ向けにも放送された。日本語放送の開始音楽として、当初は「さくらさくら」、その後1990年代から日本・極東アジア向け放送では「コンドルは飛んでいく」をアレンジした音楽が使用されていた。
現地在住の尾崎一夫・久子夫妻を中心に30分番組（南アメリカ向けには1時間番組）を実施し、キリスト教関係の番組だけでなくリスナーから提供された投書の紹介、スタジオを訪れたリスナーとの対談などが行われた。
2000年で一旦短波による定時日本語放送は打ち切られた。2000年12月31日の短波による定時による最終放送では、「蛍の光」の合唱の後、尾崎一夫が感涙の余り終了アナウンスコメントを詰まらせながら行ったという。
日本語による放送はその後、インターネットによるストリーミング（2001年4月1日〜2002年3月31日 Windows Mediaによる）やオン・デマンドによる放送（2002年4月1日〜不明　RealAudio使用。その後臨時にMP3を使用したこともあった）と、年に1〜2回、短波で臨時放送を行った。
2003年7月、HCJBの日本語部及び尾崎一家はアメリカのイリノイ州ウィートンに移る。
2004年5月1日の臨時短波放送で、日本語放送はキトからは最後の送信となると同時に、同日、新たに出来たオーストラリア・クヌヌラ送信所（国外自団体中継局）からの初めての日本語放送が行われた。
その後も臨時の短波放送はそこからの送信で行われ、更に日本の熱心なリスナーの定時放送復活の声に支えられ、遂に2006年6月3日に、同局のオーストラリア送信所から日本語放送が土・日の週2回の放送にて復活することとなった。これに伴い、東京都新宿区のウエスレアン・ホーリネス教会連合の淀橋教会に、日本のHCJBワールドオフィスが構えられることになった。
なお、2002年11月から、インターネットを介したメールマガジンの発行が行われている。
2013年6月29日現在、土曜日の「サタデートーク」はアリゾナ州のツーソンで制作されている。また、日曜日の「聖書遊覧バス」等の番組は東京・新宿の淀橋教会で制作されツーソンに送られ、土曜、日曜の番組はインターネット回線を通して、オーストラリア・メルボルンのHCJBのスタジオに送られている。番組が電波に乗るのは、さらにメルボルンから北西に2,900キロメートル離れたクヌヌラ送信所に送られ放送という、最新の技術が使われている。
2012年4月からは、月一回ではあるが、第三日曜日もしくは第四日曜日に、リスナーからのお便りを紹介する番組「お便り交換」が放送されている。
また、エクアドルの放送時代から長年にわたり、『マリンバの調べ』と題した、マリンバの演奏を聴かせる番組があり、同国で活躍した女性マリンバ演奏家・ジーン・ショーが遺したマリンバの演奏テープが放送されている。

### 放送時間と周波数
| 放送時間(JST UTC+9)    | 周波数   |
| 土・日曜日 07:30-08:00 | 17650kHz |
| 土・日曜日 20:00-20:30 | 15460kHz |

- 2025年4月1日現在。
- 20:00-20:30の放送は、朝の番組の再放送である。
- 送信出力：100kW
- 送信所：オーストラリア北西部　クヌヌラ(Kununurra)送信所　(南緯15度48分44秒 東経128度39分56秒 / 南緯15.81222度 東経128.66556度)
- 土曜日はアリゾナ州ツーソンの尾崎一家の制作による番組、日曜日は淀橋教会の制作による番組を放送。
- 日本語放送の受信報告書は、日本のHCJBワールドオフィスになった淀橋教会に受信報告書を送ると受信確認証(ベリカード)が貰える（返信用切手の同封が必要）。なお、2019年11月30日放送分よりEメールによる受信報告書も受け付けるようになった。

## 日本のHCJBワールド・オフィス
日本のHCJBワールド・オフィスは、2006年8月から、昔から放送伝道等に縁が深いウエスレアン・ホーリネス教会連合の淀橋教会が業務を行っている。この教会は、太平洋放送協会や日本FEBCとも歴史的にも深い関係を持ち、後者では、1986年から協力して「淀橋教会のおかえりなさい」を毎週木曜日に放送している。
- 住所：〒169-0073　東京都新宿区百人町1-17-8 淀橋教会内 HCJB係

## HCJBの団体名変更とHCJB日本語放送
2014年1月22日にHCJBグローバルボイスの団体名が「リーチ ビヨンド」に変更されたが、日本のリスナーからの多くの意見が実を結び、2014年3月10日付けのリーチ ビヨンド オーストラリア・メディア局長、リーチ ビヨンド アジア太平洋地域部長から尾崎氏に届いた電子メールで「今後とも日本語放送は、HCJBを新しい名前と併用して、そのまま使ってもよい」と返信があり、リスナーにとって馴染みの深い「HCJB」の名称が残ることとなった。